# سايونج

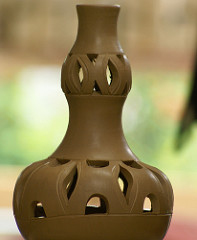
إناء مصنوع لتخزين المياه على طراز سايونج.

سايونج هي قرية صغيرة في فيرق في ماليزيا. تشتهر بالحرفة التقليدية المعروفة باسم لوبو سايونج، وهي الأواني الفخارية والجرار على شكل القرع للحفاظ على مياه الشرب باردة.